# Wild Country Rock Award
Wild Country Rock Award (dříve Salewa Rock Award) je horolezecká cena v oboru sportovního lezení. Ocenění se uděluje od roku 2006 za výjimečný přínos ke skalnímu lezení za průběžný rok od července do června, vyhlašuje se v rámci závodů Rock Master v italském centru sportovního lezení Arcu. Jak nominace, tak výběr vítěze je výsledkem hlasování mezinárodní poroty složené ze zástupců významných horolezeckých časopisů a webových serverů.

## Sponzoři ocenění
- v letech 2006–2015 byla udílena Salewa Rock Award
- od roku 2016 je udílena cena Wild Country Rock Award

## Mezinárodní porota
- Climber, KOR, Im Duck Yong
- Climax, AUT, Florian Scheimpflug
- Desnivel, ESP, Dario Rodriguez
- Gory, POL, Piotr Drozdz
- Grimper, FRA, Jean-Marc Chenevier
- Klettern, GER, Ralph Stöhr
- Montana, CZE, Tomáš Roubal
- Vertikalnyj Mir, RUS, Nadia Levina
- Rock&Ice, USA, Niall Grimes
- Summit, GBR, Alex Messenger
- Jamesák, SVK, Igor Koller
- SA Mountain Mag, SA, Tony Lourens
- ALP, ITA, Lorenzo Scandroglio
- Rivista del CAI, ITA, Rolando Canuti/Agusto Angriman
- UP Climbing, ITA, Roberto Capucciati
- www.8a.nu, INT, Jens Larssen

Tato cena je spolu s cenou pro nejlepšího závodníka v horolezeckých závodních disciplínách za uplynulý rok, La Sportiva Competition Award součástí horolezeckých Oscarů, kterým se také říká Arco Rock Legends.
Zatím jediným českým sportovním lezcem, který byl touto cenou oceněn, je Adam Ondra, který ji získal v letech 2008, 2010, 2011, 2013 a 2018 (v roce 2015 získal také druhé ocenění). Zároveň je jediným lezcem, který ji získal více než jednou. V letech 2007–2018 byl nominovaný celkem desetkrát (Chris Sharma šestkrát).

## Vítězové Rock Award

### Salewa Rock Award
| Ročník | Rok  | Vítěz                  | Další nominace                                                     |
| ------ | ---- | ---------------------- | ------------------------------------------------------------------ |
| I.     | 2006 | Josune Bereziartu      | Daniel Andrada, Júdži Hirajama, Chris Sharma, Maurizio Zanolla     |
| II.    | 2007 | Patxi Usobiaga Lakunza | Andreas Bindhammer, Dave Graham, Adam Ondra, Daniel Woods          |
| III.   | 2008 | Adam Ondra             | Patxi Usobiaga Lakunza, Dave Graham, Chris Sharma, Barbara Zangerl |
| IV.    | 2009 | Chris Sharma           | Daniel Andrada, Markus Bock, Adam Ondra, Maja Vidmar               |
| V.     | 2010 | Adam Ondra             | Charlotte Durif, Enzo Oddo, Chris Sharma, Daniel Woods             |
| VI.    | 2011 | Adam Ondra             | Sasha DiGiulian, Gabriele Moroni, Chris Sharma, Enzo Oddo          |
| VII.   | 2012 | Sasha DiGiulian        | Dave Graham, Daniel Woods, Iker Pou, Adam Ondra                    |
| VIII.  | 2013 | Adam Ondra             | Steve McClure, Alexander Megos, Chris Sharma                       |
| IX.    | 2014 | Muriel Sarkany         | Alexander Megos, Adam Ondra                                        |
| X.     | 2015 | Alexander Megos        | Angela Eiter, Ašima Širaiši                                        |

### Wild Country Rock Award
| Ročník | Rok  | Vítěz          | Další nominace                   |
| ------ | ---- | -------------- | -------------------------------- |
| XI.    | 2016 | Daniel Andrada | Laura Rogora, Jakob Schubert     |
| XII.   | 2017 | Margo Hayes    | Stefano Ghisolfi, Adam Ondra (9) |
| XIII.  | 2018 | Adam Ondra (5) |                                  |